# Havia de coroneta vermella
L'havia de coroneta vermella (Habia rubica) és un ocell de la família dels cardinàlids (Cardinalidae). és una espècie d'ocell passeriforme de l'Amèrica tropical.